# Соловьёв, Денис Владимирович
Дени́с Влади́мирович Соловьёв (род. 18 августа 1977, Волгоград, СССР) — российский футболист, вратарь; тренер.

## Карьера

### Игровая
Воспитанник волгоградской футбольной школы. Начинал карьеру в 1995 году в клубе Третьей лиги «Динамо» из Михайловки. В 1997 году пополнил ряды «Энергетика». В 1998—2002 годах защищал цвета тольяттинской «Лады», в составе которой стал победителем зоны «Поволжье» Второго дивизиона в 1999 году. В 2000 году проходил просмотр в московском «Спартаке», где его сочли перспективным в будущем, однако, контракт подписан не был. В 2003 году перешёл в «Волгарь-Газпром». В 2004 году подписал контракт с клубом «Лисма-Мордовия». В 2005 году защищал цвета «Носты». В 2006 году пополнил ряды латвийской «Риги». Дебютировал в Высшей лиге 8 апреля в матче против «Вентспилса» (0:1). В январе 2007 года перешёл в казахстанский «Кайрат», в составе которого дебютировал Премьер-лиге 5 мая в матче против «Жетысу» (0:0). В августе того же года подписал контракт с румынским «Петролулом», став вместе с командой бронзовым призёром подэлитного дивизиона. Летом 2008 года вернулся в «Ладу». Завершил карьеру в 2009 году в клубе «Жемчужина-Сочи», став победителем зоны «Юг» Второго дивизиона.

### Тренерская
В 2019—2021 годах — тренер вратарей «Акрона». С февраля 2022 года — на аналогичной должности в «Иртыше». В 2025 году вошёл в тренерский штаб владивостокского «Динамо».

## Достижения
- Бронзовый призёр Второй лиги Румынии: 2007/08
- Победитель Второго дивизиона России (2): 1999 (зона «Поволжье»), 2009 (зона «Юг»)
- Бронзовый призёр зоны «Урал-Поволжье» Второго дивизиона России: 2005
- Бронзовый призёр 4-й зоны Третьей лиги России: 1997